# رون كينيدي
رون كينيدي (بالإنجليزية: Ron Kennedy)‏ (و. 1953 – 2009 م) هو لاعب هوكي الجليد، من كندا، ولد في نورث باتلفورد، توفي في كلاغنفورت، عن عمر يناهز 56 عاماً بسبب ورم المخ.

## روابط خارجية
- رون كينيدي على موقع EliteProspects.com (الإنجليزية)
- رون كينيدي على موقع Eurohockey.com (الإنجليزية)
- رون كينيدي على موقع HockeyDB.com (الإنجليزية)